# Vincent Kadlubek
Wincenty Kadłubek, aussi connu sous les noms de Maître Vincent (Mistrz Wincenty), né vers 1150 près de Sandomierz et mort le 8 mars 1223 à Jędrzejów, fut curé de la cathédrale de Sandomierz et évêque de Cracovie puis un moine pauvre de l'Ordre cistercien à Jędrzejów. Ce fut le premier Polonais qui écrivit l'histoire de la nation polonaise dans sa Chronica Polonorum (Chronique Polonaise) connue également sous le titre de Chronique du Maître Vincent.

## Biographie

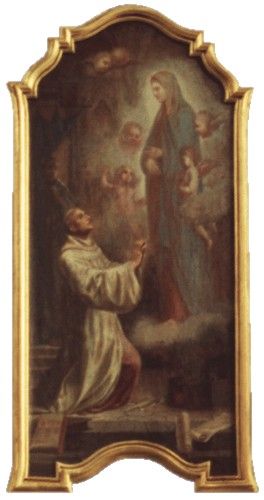
Wincenty Kadłubek dans la cathédrale de Sandomierz

Wincenty Kadłubek naît dans une riche famille de Karwów, une ville proche d'Opatów. De 1167 à 1185, il étudie à Paris et à Bologne et reçoit le doctorat en théologie. A son retour, il est ordonné prêtre et nommé prévôt du chapitre de la cathédrale de Sandomierz, ainsi que chroniqueur, chapelain et chancelier de Kazimierz II le Juste.

### La chronique de Pologne (1207)
Entre 1190–1208 (les dates exactes sont toujours l'objet des débats des historiens), Kadłubek écrit Chronica Polonorum, une chronique en latin relatant l'histoire de la Pologne de ses origines jusqu'en 1202. Elle est rédigée dans un style allégorique caractéristique de cette époque. Elle abonde en paraboles et en fables au contenu politico-moralisateur. Elle relate des faits historiques, des traditions et des mythes mais aussi bon nombre de fantaisies poétiques. Dans son œuvre, Kadłubek utilise pour la première fois l’expression res publica (République) dans le contexte polonais. Comme Gallus Anonymus avant lui, il s’inspire du proverbe latin vox populi, vox dei. Il développe l’idée d’un conseil composé d’évêques et de représentants de la noblesse qui supervise le travail du souverain. Il défend également l’idée que le souverain devrait être choisi par ce conseil et révoqué par celui-ci en cas d’abus de pouvoir.
Cette chronique n’est publiée qu’en 1612 et la première traduction en polonais date de 1862.

### Évêque de Cracovie (1207-1218)
Après la mort de Pełka, évêque de Cracovie, il prend sa succession le 11 septembre 1207. Son élection est approuvée par Innocent III et il est consacré évêque par l'archevêque de Gniezno. Il s'investit dans l'évangélisation des populations païennes du nord du pays, et agit pour améliorer les conditions de vie de la population,.
En 1218, en présence de tout le chapitre, il se dépouille de ses insignes épiscopaux et, pieds-nus, il rejoint le monastère cistercien de Jędrzejów, comme simple moine au milieu des moines. Il y est enterré,.

### Béatification (1764)
En 1682, le roi Jan III Sobieski demande au Saint-Siège sa béatification. Une requête similaire fut faite en 1699 par l'ordre cistercien. Il ne fut pourtant béatifié que le 18 février 1764 par Clément XIII. La Saint-Wincenty Kadłubek est fêtée le 8 mars.